# Litugenus
Litugenus war ein antiker römischer Toreut (Metallbildner), der in der zweiten Hälfte des 1. Jahrhunderts wahrscheinlich am Niederrhein und dort wohl in Nijmegen tätig war.
Litugenus ist heute nur noch aufgrund eines Signaturstempels auf dem Griff eines Bronzesiebs bekannt (LITUGENUS F[ecit]). Dieses wurde im Dezember 1989 bei Jülich, dem römischen Iuliacum gefunden. Heute befindet sich das Stück im Römisch-Germanischen Museum Jülich.

## Einzelbelege
1. ↑  Inventarnummer H 17; Richard Petrovszky: Studien zu römischen Bronzegefäßen mit Meisterstempeln. Verlag Marie Leidorf, Buch am Erlbach 1993, S. 268, Nr. L.03.

| Personendaten    | Personendaten                              |
| ---------------- | ------------------------------------------ |
| NAME             | Litugenus                                  |
| KURZBESCHREIBUNG | antiker römischer Toreut                   |
| GEBURTSDATUM     | 1. Jahrhundert v. Chr. oder 1. Jahrhundert |
| STERBEDATUM      | 1. Jahrhundert oder 2. Jahrhundert         |